# Горизонт (завод горноспасательной техники)
Завод горноспасательной техники «Горизонт» — предприятие в городе Луганск. Известен как производитель горноспасательной техники и автобусов.

## История предприятия
Завод создан в 1948 году как механические мастерские по зарядке пенных огнетушителей для военизированных горноспасательных частей (ВГСЧ) Луганской области.
К началу 1970-х годов предприятие реорганизовано в Ворошиловградский опытно-экспериментальный завод горноспасательной аппаратуры и оборудования (ВОЭЗ). Помимо горноспасательной техники предприятием был освоен выпуск водолазного оборудования, налажено серийное производство автобусов 53Г1 для военизированных горноспасательных частей (ВГСЧ). Также автобус выпускался в обычном пассажирском варианте.
С 1990-х годов предприятие известно под нынешним названием Завод горноспасательной техники «Горизонт». Помимо горноспасательной техники завод наладил серийный выпуск грузо-пассажирских автобусов и «вахтовок» на шасси УАЗ-3303 и ГАЗ-33021.

## Продукция
- горноспасательная техника;
- легководолазная техника;
- горноспасательный автобус 53Г1;
- пассажирский автобус 53Г1[1];
- вахтовый автобус на шасси ГАЗ-33021[2];
- грузо-пассажирский автобус на шасси УАЗ-3303.